# Ordem dos Milhões de Elefantes e do Guarda-Sol Branco
A Ordem dos Milhões de Elefantes e do Guarda-sol Branco (em laociano:  ອິສະຣິຍາພອນລ້ານຊ້າງຮົ່ມຂາວ; Itsariyaphon Lan Sang Hom Khao; em francês:  Ordre du Million d'Éléphants et du Parasol blanc) é uma ordem do Reino do Laos, então sob protetorado francês, criada em 1909 pelo rei Sisavang Vong. Foi a mais alta ordem da Família Real do Laos.
Esta ordem de classe única até 1927 recompensou o serviço civil e militar excepcional. Depois de 1927, a ordem passou a ter quatro classes e, posteriormente, cinco classes, além de um colar. Foi abolido com o fim da monarquia no Laos em 1º de dezembro de 1975, sob o reinado de Savang Vatthana, filho do seu fundador.

## História
A Ordem foi fundada em 1º de maio de 1909 pelo Rei Sisavang Vong; o seu nome refletia um antigo nome do Laos, Lan Xang Hom Khao, que significa "milhão de elefantes e guarda-sol branco". Inicialmente foi uma ordem de classe única, mas evoluiu para as cinco classes tradicionais europeias.

## Agraciamento
A Ordem era concedida por serviço excepcional ao Reino do Laos, civil ou militar, a nacionais ou estrangeiros. Quando homenageado com esta Ordem, o agraciado recebia o brevê e precisava comprar o distintivo.

## Características
O distintivo tem três cabeças de elefantes esmaltadas em branco, encimadas por quatro escudos ovais e uma coroa real laociana. Abaixo dos elefantes, há uma cauda de pavão verde e dourada. O distintivo é suspenso de um pergaminho de esmalte vermelho no qual está inscrito o nome do agraciado na língua laociana. No anverso da estrela, o distintivo é sobreposto à estrela prateada, a qual possui quatro saliências facetadas em forma de garras com cinco raios pontiagudos se estendendo entre as saliências. A barreta é vermelha carmesim com duas listras douradas estreitas e desenho de pergaminho angular em cada borda.

## Classes
A Ordem era composta pelas seguintes classes, em ordem decrescente:
- Grã-Cruz com Colar
- Grã-Cruz (ປະຖະມາພອນ Pathamaphon)
- Grande-Oficial (ທຸຕິຍາພອນ Thutiyaphon)
- Comendador (ຕະຕິຍາພອນ Tatiyaphon)
- Oficial (ຈະຕູດຖາພອນ Jatutthaphon)
- Cavaleiro (ປັນຈະມາພອນ Panchamaphon)

| Grã-Cruz com Colar | Grã-Cruz | Grande-Oficial |
| Comendador         | Oficial  | Cavaleiro      |

## Agraciados franceses

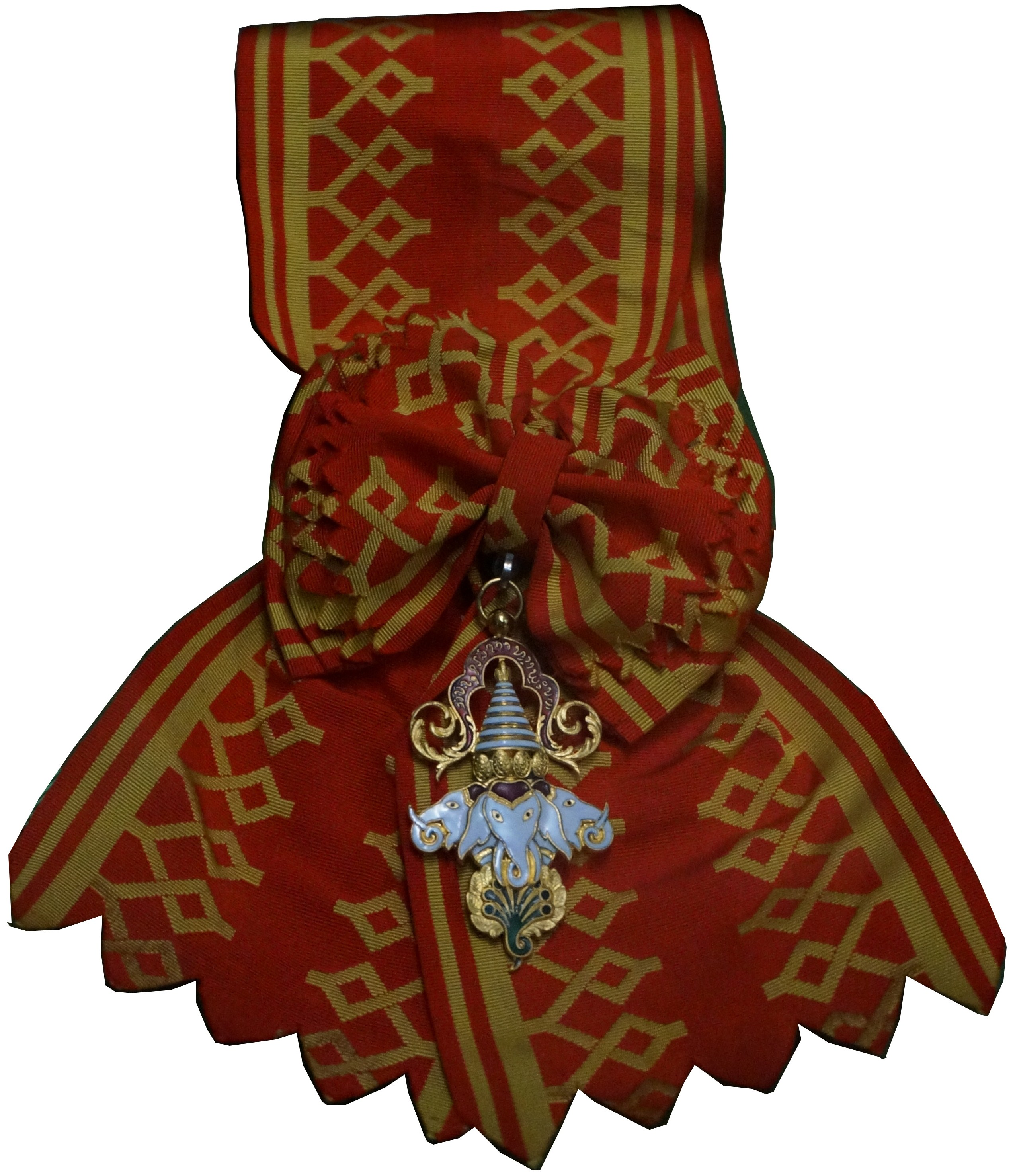
Cordão da Grã-Cruz do General Ély.

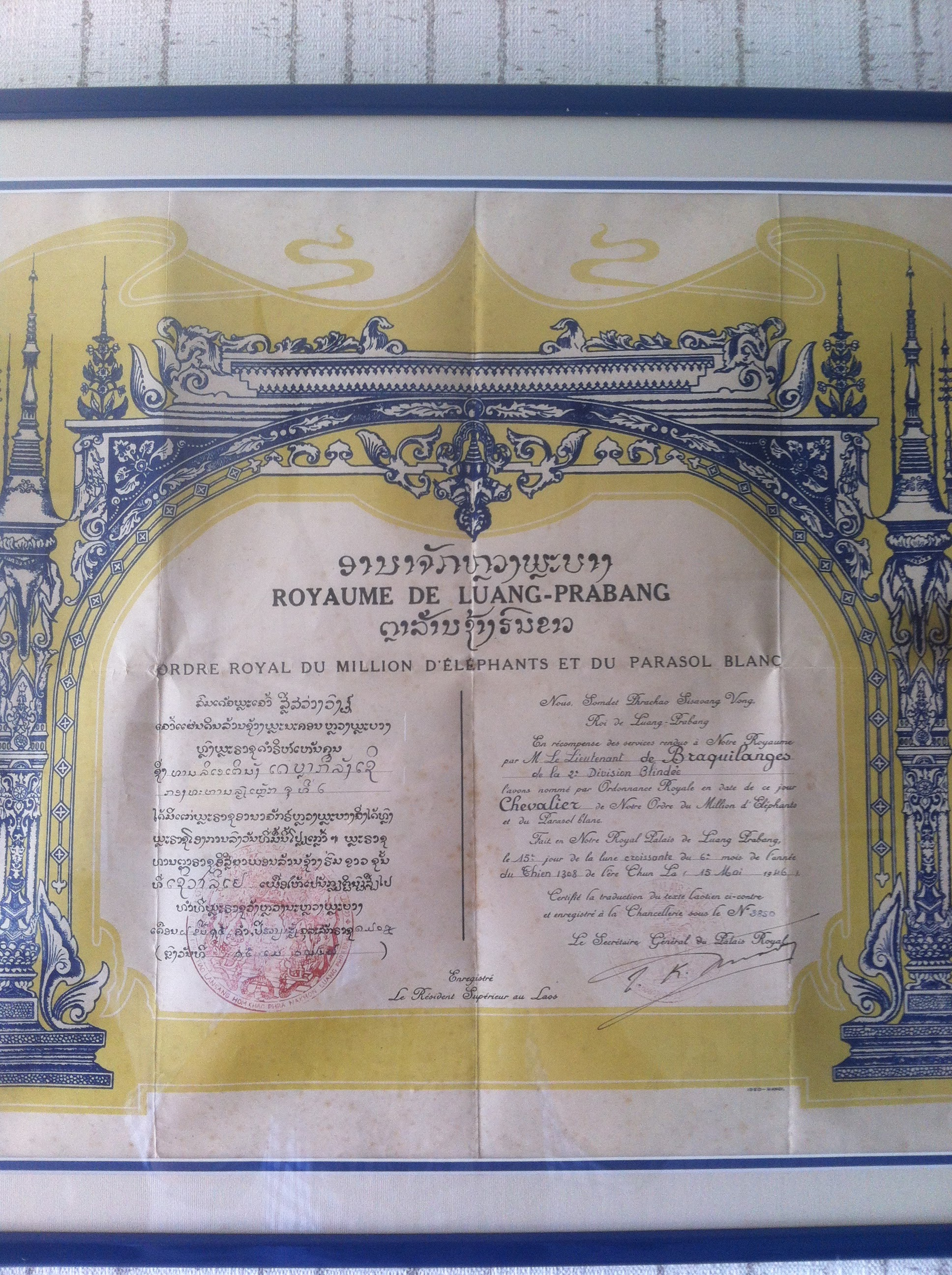
Diploma.

| Nº | Nome                             | Profissão                                     | Grau           | Detalhes | Ref.   |
| -- | -------------------------------- | --------------------------------------------- | -------------- | --- | ------ |
| 1  | Charles de Gaulle                | Presidente da França                          | Grã-Cruz       | Líder da França Livre. |        |
| 2  | Robert Schuman                   | Presidente da Assembleia Parlamentar Europeia | Grã-Cruz       | Antigo Ministro dos Negócios Estrangeiros francês. |        |
| 3  | Léon Noël                        | Diplomata                                     |                | |        |
| 4  | François Valentin                | General-de-exército                           | Comendador     | | [ 5 ]  |
| 5  | Alain de Lacoste-Lareymondie     | Político francês                              |                | Chefe do gabinete civil do General de Lattre e do General Salan durante a Guerra da Indochina.                                                                 |        |
| 6  | Marcel Bigeard                   | General-de-corpo-de-exército                  |                | General paraquedista e ex-secretário de Estado para a Defesa;                                                                                                  |        |
| 7  | Raoul Salan                      | General francês                               | Grã-Cruz       | Ex-governador militar de Paris e arquiteto do Putsch dos Generais em 1961.                                                                                     | [ 6 ]  |
| 8  | Paul Ély                         | General francês                               | Grã-Cruz       | |        |
| 9  | Jean Sassi                       | Coronel francês                               | Oficial        | Oficial de forças especiais. | [ 7 ]  |
| 10 | Bob Maloubier                    | Operador especial                             | Comendador     | Designado para a Força 136, saltou de pára-quedas no Laos em 1945 e foi feito prisioneiro pelos japoneses.                                                     |        |
| 11 | Marcel Goulette                  | Piloto                                        | Comendador     | Aviador colonial, esta ordem foi concedida a ele por seu ataque aéreo na Ásia. Em sua viagem de volta, ele transportou o governador Pasquier de volta a Paris. |        |
| 12 | Pierre Fourcaud                  | Coronel                                       | Grande-Oficial | Oficial francês do BCRA e SDECE. |        |
| 13 | Charles de Gorostarzu            | Bispo                                         |                | Vigário apostólico em Yunnan. |        |
| 14 | Philippe Leclerc de Hauteclocque | General-de-exército                           |                | Libertador de Paris e comandante da 2ª Divisão Blindada durante a Segunda Guerra Mundial.                                                                      |        |
| 15 | Jacqueline Auriol                | Aviadora                                      | Comendadora    | |        |
| 16 | Adrien Conus                     | Tenente-coronel                               | Comendador     | Companheiro da Libertação. |        |
| 17 | Jean Deuve                       | Coronel                                       | Comendador     | Membro da Força 136 e espião da SDECE e DGSE. | [ 8 ]  |
| 18 | Pierre Iehle                     | Almirante francês                             | Comendador     | Companheiro da Libertação. |        |
| 19 | Robert Jambon                    | Tenente-coronel                               | Cavaleiro      | Comando com o maquis Humong na Indochina. | [ 9 ]  |
| 20 | Antoine Monis                    | Prefeito                                      | Oficial        | Agraciado em 1912. |        |
| 21 | Michel Bollot                    |                                               | Oficial        | Companheiro da Libertação. |        |
| 22 | Jacques Bourdis                  | General-de-corpo-de-exército                  | Oficial        | Companheiro da Libertação. |        |
| 23 | Roger Faulques                   | Coronel                                       | Oficial        | Oficial paraquedista da Legião Estrangeira Francesa e mercenário.                                                                                              |        |
| 24 | Bernard Fuchs                    | General-de-brigada aérea                      | Oficial        | Companheiro da Libertação. |        |
| 25 | Georges Galichon                 | Diplomata                                     | Oficial        | |        |
| 26 | Henri Galliard                   | Médico                                        | Oficial        | Médico e parasitologista. Agraciado em 16 de maio de 1941. |        |
| 27 | Marcelle Lafont                  | Resistente                                    | Oficial        | Química, engenheira química e combatente da Resistência Francesa.                                                                                              |        |
| 28 | René Lesecq                      |                                               | Oficial        | Companheiro da Libertação. |        |
| 29 | Paul Marson                      |                                               | Oficial        | Companheiro da Libertação. |        |
| 30 | Henri Ponsot                     | Diplomata                                     | Oficial        | Agraciado em 17 de janeiro de 1912. |        |
| 31 | Mme Le Danic                     |                                               | Cavaleira      | Née Yonnet, foi agraciada em 8 de maio de 1929. |        |
| 32 | Paul Vanuxem                     | General-de-divisão                            | Cavaleiro      | | [ 10 ] |
| 33 | Maurice Bellonte                 | Piloto                                        | Oficial        | Grã-Cruz da Legião de Honra e combatente da Resistência Francesa.                                                                                              | [ 10 ] |